# Degrassi High: Nu börjar livet
Degrassi High: Nu börjar livet (School's Out) är en kanadensisk TV-film från 1992, skapad av Linda Schuyler och Kit Hood.

## Handling
Det är examensdags för tonåringarna från Degrassi High. Joey, Caitlin, Tessa, Snake, Wheels och Lucy förbereder sig för framtiden. Joey friar till sin flickvän Caitlin, men hon anser sig inte vara beredd för ett sådant åtagande. Strax därefter stöter Joey på klasskompisen Tessa Campanelli (Kirsten Bourne), som i sin tur har haft ett gräl med sin pojkvän. Inom kort inleder Joey och Tessa en sexuell relation. När Snake avslöjar Joeys dubbelspel för Caitlin och Wheels kör alkoholpåverkad blir deras examensfest mindre rolig. 

## Om filmen
Degrassi High: Nu börjar livet visades i SVT2 i september 1992. Vid detta tillfälle visades filmen i fyra avsnitt.

## Rollista i urval
| Pat Mastroianni    | – Joey Jeremiah                 |
| Stacie Mistysyn    | – Caitlin Ryan                  |
| Neil Hope          | – Derek "Wheels" Wheeler        |
| Stefan Brogren     | – Archie "Snake" Simpson        |
| Kirsten Bourne     | – Tessa Campanelli              |
| Anais Granofsky    | – Lucy Fernandez                |
| L. Dean Ifill      | – Bronco Davis                  |
| Irene Courakos     | – Alexa Pappadopoulos           |
| Michael Carry      | – Simon Dexter                  |
| Amanda Stepto      | – Christine "Spike" Nelson      |
| Jacy Hunter        | – Amy Holmes                    |
| Sara Holmes        | – Allison Hunter                |
| Christian Campbell | – Todd                          |
| Andy Chambers      | – Luke Matthews                 |
| Siluck Saysanasy   | – Yick Yu                       |
| Arlene Lott        | – Nancy Kramer                  |
| Keith White        | – Tim O'Connor                  |
| Aimee Darcel       | – Sylvia                        |
| Maureen Deiseach   | – Heather Farrell               |
| Angela Deiseach    | – Erica Farrell                 |
| Dayo Ade           | – Bryant Lester "B.L.T." Thomas |